# Eupithecia scoriodes
Eupithecia scoriodes är en fjärilsart som beskrevs av Edward Meyrick 1879. Eupithecia scoriodes ingår i släktet Eupithecia och familjen mätare. Inga underarter finns listade i Catalogue of Life.